# 第61回高松宮記念杯競輪
第61回 高松宮記念杯競輪（だい61かい たかまつのみやきねんはいけいりん）は、2010年6月3日から6日まで、大津びわこ競輪場で行われた。

## 決勝戦
関東勢が5人。最終ホームは新田が先頭で、その後位に武田が入る。
競りを避けた形となった渡邉一成－渡邉晴智は8、9番手。バック付近から捲りに出るものの、2センター付近からの平原の仕掛けに飲み込まれる。平原が大会2連覇を達成。

### 成績
6月6日(日)
| 着順 | 車番 | 選手       | 登録地 | 着差     | 決まり手 | 上がり | H/B |
| ---- | ---- | ---------- | ------ | -------- | -------- | ------ | --- |
| 1    | 9    | 平原康多   | ‌埼玉   |          | 捲り     | 13.4   |     |
| 2    | 3    | 神山雄一郎 | 栃木   | 3/4車輪  | マーク   | 13.3   |     |
| 3    | 4    | 兵藤一也   | 群馬   | 1車身1/2 |          | 13.3   |     |
| 4    | 2    | 山口幸二   | 岐阜   | 2車身    |          | 14.0   |     |
| 5    | 1    | 武田豊樹   | 茨城   | 1/2車身  |          | 14.2   |     |
| 6    | 8    | 諸橋愛     | 新潟   | 1/2車輪  |          | 13.5   |     |
| 7    | 7    | 渡邉晴智   | 静岡   | 3/4車輪  |          | 13.6   |     |
| 8    | 6    | 新田祐大   | 福島   | 1車身1/2 |          | 14.5   | HB  |
| 9    | 5    | 渡邉一成   | 福島   | 1/2車身  |          | 13.9   |     |

### 配当金額
| 枠番二連勝複式 | 3=6   | 550円  |
| 枠番二連勝単式 | 6-3   | 690円  |
| 車番二連勝複式 | 3=9   | 550円  |
| 車番二連勝単式 | 9-3   | 670円  |
| 三連勝複式     | 3=4=9 | 1460円 |
| 三連勝単式     | 9-3-4 | 2020円 |
| ワイド         | 3=9   | 280円  |
| ワイド         | 4=9   | 540円  |
| ワイド         | 3=4   | 610円  |

## 最後の大津びわこ開催
- 当年大会開幕直前、主催者である大津市の目片信市長は、当年6月2日に行われた同市定例会計で、「高松宮記念杯競輪の総売上が110億円を下回った場合[1]、9月の定例市議会で事業廃止について申し上げないといけない。」と言明。結果、当年大会の総売上は、前年対比86.9％の107億4605万1900円に止まったことから[2]、2009年度時点で約18億円にも上る累積赤字を抱える大津びわこ競輪の存廃問題は避けて通れない情勢となった[3]。

- そして9月17日の市議会特別委員会で目片市長は、「今後も赤字経営から脱する見込みがない。市政にこれ以上影響を与えないためには廃止せざるを得ない。」として、2010年度末限りで、大津びわこ競輪を廃止することを表明した[4][5]。これにより、1950年の第1回から、60年間に亘り毎年途切れることなく開催されてきた、大津びわこ競輪場での高松宮記念杯競輪の開催は、当回の開催をもって終了することになった。

- 一方、当年3月9日に、2011年度（平成23年度）の特別競輪等の開催場及び日程が決定し、「第62回高松宮記念杯競輪」は大津びわこ競輪場で6月2日から6月5日までの日程で行われる予定となっていた[6]が、第62回大会以降は他の特別競輪同様に持ち回り開催へ移行となった。

## 特記事項
決勝戦の地上波中継は、一部放送局でCS放送の同時ネットを行った。